# Palotás
Pour les articles homonymes, voir Palotás.
Palotás est un village et une commune du comitat de Nógrád en Hongrie.